# ناهید بیارجمندی
ناهید بیارجمندی (زاده ۲۳ فروردین ۱۳۶۷ شهر کرج) ورزشکار راگبی اهل ایران است. در سال ۱۳۹۸، وی به انتخاب فدراسیون جهانی راگبی در جمع ۱۵ زن تأثیرگذار این ورزش قرار گرفته‌است.

## زندگی
«فکر می‌کنم بزرگترین تغییرات در زندگی من بعد از پویش جهانی راگبی در درون من اتفاق افتاد. احساس می‌کردم بعد از تمام کارهای داوطلبانه‌ای که انجام دادم بالاخره دیده شدم، و این به من امید داد که به مسیر ادامه دهم و به من قدرت داد تا بیشتر توانایی‌هایم را باور کنم و سعی کنم این قدرت جدید را به دختران دیگر منتقل کنم.»

در مصاحبه با سایت ورزشی راگبی آسیا

«برابری جنسیتی موضوعی است که این روزها زیاد دربارهٔ آن می‌شنویم. شاید رسیدن به آن سخت به نظر برسد اما غیرممکن نیست و راگبی آسیا با افزایش حضور بانوان در کمیته‌های مختلف از سال گذشته نشان داده‌است که به‌طور جدی به دنبال اجرای آن است. و اکنون با تغییر نام کمیته مشورتی زنان به «برابری جنسیتی» گام بزرگی در مسیر خود برداشته است.»

در مصاحبه با سایت ورزشی راگبی آسیا
وی پس از تحصیل در هنرستان تربیت بدنی، مقاطع آموزش عالی خود را با فارغ‌التحصیلی رشته مربیگری ورزشی از دانشکده تربیت بدنی دانشگاه شریعتی و همچنین فارغ تحصیلی مقطع کارشناسی ارشد رشته فیزیولوژی ورزشی از دانشگاه آزاد اسلامی کرج پایان داد.

## حرفه
ناهید بیارجمندی بازیکن حرفه‌ای راگبی زنان بوده‌است. همچنین وی مربی راگبی و رئیس کمیته توسعه انجمن راگبی ایران می‌باشد.
بیارجمندی در سال ۱۳۹۵، اولین باشگاه ورزشی راگبی زنان در ایران به نام داتیس را تأسیس کرد که در حال حاضر با نام باشگاه گوزن زرد به فعالیت خود ادامه می‌دهد.

## جوایز و افتخارات
از سوی فدراسیون جهانی راگبی، خانم ناهید بیارجمندی از ایران در جمع ۱۵ زن تأثیر گذار در پروژه توسعه این ورزش قرار گرفت. این در حالی است که وی در جمع چهار نفر برگزیده از قاره آسیا نیز بوده‌است. در فهرست زنان تأثیر گذار در پروژه توسعه راگبی زنان جهان، بیارجمندی به همراه نمایندگان چین، هند و مالزی به این موفقیت دست یافته‌است.
سمت‌های بین‌المللی:
- عضو هیئت رئیسه راگبی آسیا از سال ۲۰۲۱
- رئیس کمیته برابری جنسیتی فدراسیون راگبی آسیا از سال ۲۰۲۲
- عضو کمیته اداری و مالی فدراسیون راگبی آسیا از سال ۲۰۲۲
- نایب رئیس اول کمیته بانوان راگبی آسیا در سال ۲۰۲۱
- مدرس رسمی مربیگری فدراسیون جهانی راگبی در ایران
- عضو کمیته توسعه راگبی آسیا در سال ۲۰۱۹

افتخارات کسب شده در سطح بین‌المللی:
- انتخاب شده جزء ۱۵ دختر تأثیرگذار راگبی در دنیا توسط فدراسیون جهانی راگبی[۴] و شرکت در پروژه توسعه راگبی بانوان جهان در لندن 2019[۳]
- برنده جایزه بهترین کمیته توسعه آسیا (بانوان) در سال ۲۰۱۸
- شرکت در همایش نقش زنان در راگبی در تایلند به دعوت فدراسیون راگبی آسیا ۲۰۱۸